# Otwór gębowy
Otwór gębowy (łac. oris) – otwór w ciele zwierzęcia, którym dostaje się do niego pokarm. Prowadzi do jamy chłonąco-trawiącej lub układu pokarmowego.

## Dwuwarstwowce
U parzydełkowców i żebropławów otwór gębowy odpowiada pozycji pragęby w stadium gastruli rozwoju zarodkowego. U parzydełkowców i wielu żebropławów jest on jedynym otworem prowadzącym do niedrożnego układu chłonąco-trawiącego, stąd pełni także funkcję odbytu. Tylko żebropławy o ciele sferycznym mają osobne otworki odbytowe do wydalania. W przypadku parzydełkowców kolonijnych niektóre zooidy pozbawione mogą być wtórnie otworu gębowego, np. nektofory u rurkopławów.

## Trójwarstwowce
W rozwoju zarodkowym pierwoustych pragęba przemieszcza się na brzuszną stronę gastruli. Tam zarastają część tylna i środkowa pragęby, a z przedniej tworzy się otwór gębowy larwy. Rzadziej, np. u pierścienic zarasta tylko środkowa część pragęby i tylna jej część daje początek odbytowi. W rozwoju zarodkowym wtóroustych pragęba nie ulega przemieszczeniu, lecz tworzy otwór odbytowy. Otwór gębowy ma u nich charakter wtórny i formuje się w przednio-brzusznej części ciała zarodka.
Zarówno wśród pierwoustych (np. wirki, przywry, niektóre szczękogębe i wrotki) jak i wtóroustych (wężowidła) spotkać można formy o układzie pokarmowym niedrożnym, z otworem gębowym, ale bez otworu odbytowego. Ponadto formy pasożytnicze mogą być pozbawione otworu gębowego jak i całego układu pokarmowego i wchłaniać pokarm powierzchnią ciała (np. tasiemce).
Za otworem gębowym trójwarstwowców leży ektodermalne jelito przednie, przy czym u kręgowców bywa ono bardzo krótkie (u ssaków kończy się na tylnej krawędzi zębów). Odcinek przewodu pokarmowego leżący bezpośrednio za otworem gębowym może mieć formę jamy gębowej lub umięśnionej gardzieli. U stawonogów narządy gębowe formowane są z przydatków (odnóży) i w związku z tym często przed otworem gębowym pojawia się jama przedgębowa (przedsionek gębowy). Otwór gębowy stawonogów leży między drugim a trzecim somitem ciała, jeśli somitowi ocznemu nadać numer zerowy.